# 金沢市教育委員会
金沢市教育委員会（かなざわしきょういくいいんかい）は、石川県金沢市の教育委員会。金沢市内の教育に関連した調査などを行う行政委員会である。

## 概要
組織は教育総務課・学校職員課・学校指導課・生涯学習課・図書館総務課・学校教育センターがある。教育委員会会議の開催のほか、いじめへの対策として意識調査を実施、さらに学校の合併や新設などを行っている。

## 主な所管施設
高等学校
- 金沢市立工業高等学校

金沢市図書館（公立図書館）
- 金沢市立玉川図書館
  - 金沢市立玉川図書館城北分館
- 金沢市立玉川こども図書館（2022年4月リニューアルオープン[1]）
- 金沢市立泉野図書館
  - 金沢市立平和町児童図書館（2022年3月閉館[2]）
- 金沢海みらい図書館